# Google (moteur de recherche)
Cet article concerne le moteur de recherche. Pour l'entreprise Google Inc, voir Google. Pour les autres significations, voir Google (homonymie).
Google /ˈgu.gəl/ est un moteur de recherche sur Internet gratuit et libre d'accès sur le World Wide Web, ayant donné son nom à la société Google.

## Origine du nom
Le nom Google vient du mot Gogol[réf. nécessaire], nom donné au nombre {\displaystyle 10^{100}}. Ce nombre a été choisi pour évoquer la capacité de Google à traiter une très grande quantité de données.

## Principes et caractéristiques

### Système de classement PageRank

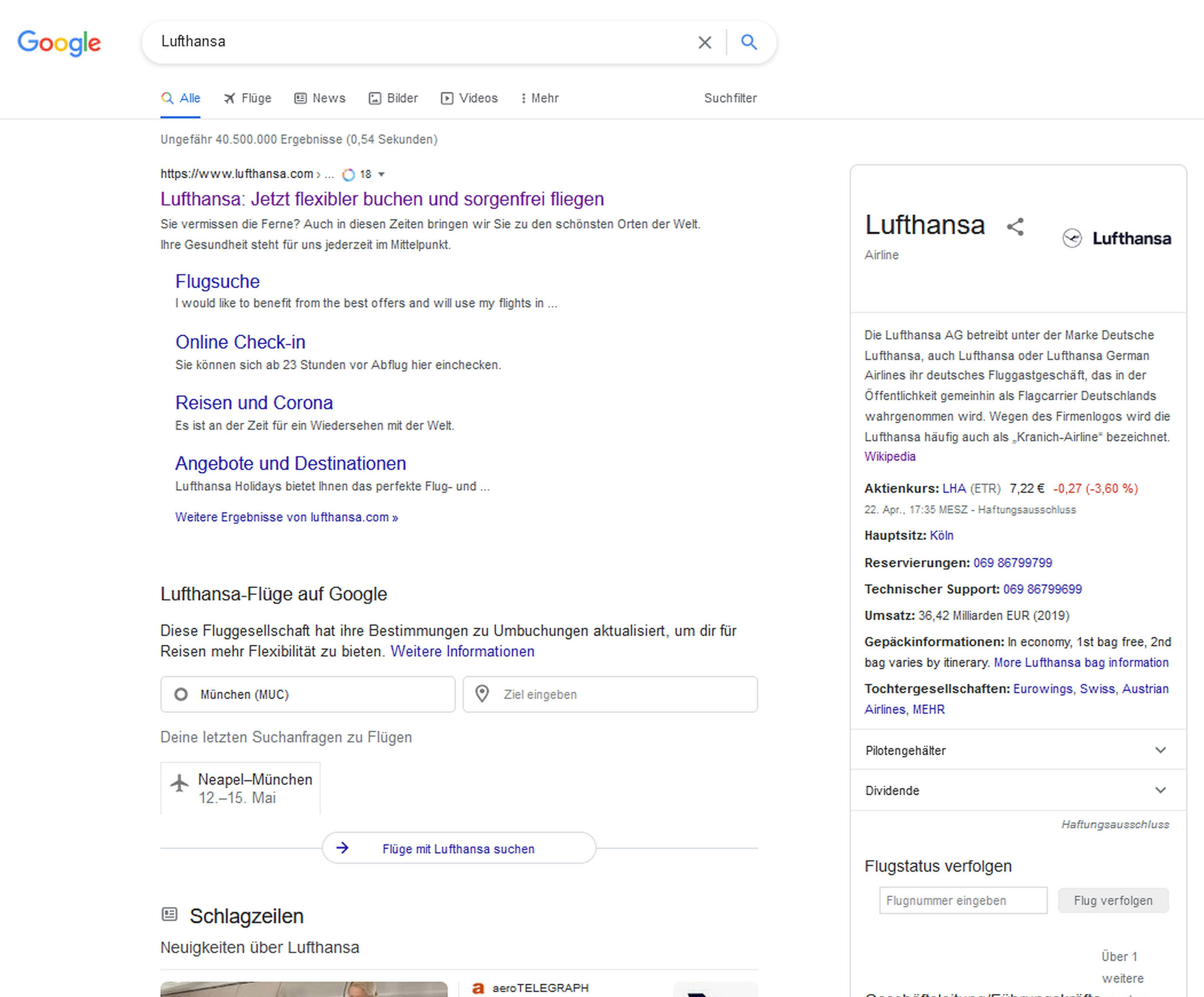
Capture d'écran d'une page de résultats de recherche avec Google sur PC en 2022.

L'ordre des résultats affichés par le moteur de recherche Google est basé en partie sur un algorithme concourant au système de classement des pages web, le PageRank : lorsqu'un document est pointé par de nombreux hyperliens (popularité de liens), son PageRank augmente. Plus son PageRank est élevé, plus il aura de chance d'être affiché dans les premiers résultats d'une recherche. Ce système donne une indication de la « popularité » du document parmi les autres documents du web.
Ce système a fait le succès de Google, car il a permis des résultats plus pertinents que les autres moteurs de recherche qui se contentaient de comptabiliser les mots-clés insérés dans les pages des sites. Il a également permis ce que l'on appelle le bombardement Google.
Pour qu'un site gagne en visibilité, il faut que le site soit compétent dans 2 domaines principaux :
- évaluation du domaine internet (DR) est un nombre sur une échelle de 0 à 100 basé sur le profil de backlink (et le potentiel de classement) pour un site donné. Les sites tels que Google et Facebook obtiennent 99/100. Les tout nouveaux blogs sont à 0 ;
- évaluation de l’URL (UR) est la même idée que DR, sauf qu’il évalue l’article de blog individuel (URL), et non le domaine entier[3].

### Sobriété et valorisation des mots
Ce moteur de recherche est aussi apprécié pour sa rapidité de recherche et sa sobriété : il ne contient ni de Flash, ni de bandeau publicitaire clignotant. Son interface a inspiré celle d'autres moteurs, comme Yahoo!.
Cette sobriété, loin d'être anecdotique, est au moins en partie à l'origine du succès du site. À l'époque de son lancement en effet, la mode était aux moteurs de recherche insérés sur des pages très chargées en contenu et en publicité. Ces pages étaient souvent longues à s'afficher et difficiles à lire.
Google utilise un système d'AdWords (« publicité de mots ») comme une de ses sources de revenus. Ce système est fondé sur une valeur par mot selon sa demande. Plus le mot sera demandé, plus il sera payé cher par clic. Mais il est toujours possible pour l'utilisateur de bloquer l'affichage de ces publicités grâce à des plugins, le plus populaire étant Adblock Plus avec qui Google a passé un accord financier pour qu'il ne filtre plus ses publicités.
Selon Optify, 94 % des clics vont aux dix premiers résultats et Google génère à lui seul 36,4 % des clics.

### Infrastructure
Vers 2002, Google affirmait distribuer la charge sur plus de 10 000 PC fonctionnant avec un noyau Linux modifié. Le chiffre de 1 000 requêtes simultanées en pointe a aussi été souvent évoqué. Les chiffres réels semblent 10 fois plus élevés. Ils sont cependant secrets, notamment pour ne pas permettre de calculer facilement l'investissement nécessaire pour concurrencer Google.
Google utilise des robots nommés Googlebot qui visitent à intervalle régulier l'ensemble des sites web n'ayant pas explicitement demandé à ne pas être référencés afin de maintenir à jour la base de données qui fournit les réponses aux requêtes des internautes.

### Logos
Hormis le logo officiel, le site adopte des logos particuliers pour certaines fêtes et évènements : les Google Doodles. Réalisés par Dennis Hwang, un designer américain d'origine coréenne de 23 ans, ils apparaissent régulièrement dès qu'une fête locale ou internationale (nouvelle année, fêtes nationales, etc.) ou un évènement marquant (Jeux Olympiques, commémoration d'une personne illustre, Coupe du Monde, etc.) le permet.
Tous les logos de fêtes et d'évènements de www.google.com mis en ligne depuis 1999 sont disponibles en ligne.
Le 1er septembre 2015, Google décide de changer son logo qui a été critiqué[Qui ?] plusieurs fois d'être non convenable à une grande et importante société telle que Google Inc.

### Version bêta
Une version bêta est habituellement une mention signifiant qu'un programme est en phase de finition.
L'intérêt qui réside dans l'appellation « version bêta » est que, du point de vue de la qualité du service, elle n'engage à aucune obligation de résultat, étant donné que c'est une phase de développement. Cela peut également signifier que les services Google sont en perpétuelle phase d'amélioration.
Cette particularité propre à Google devient une mode qui se traduit chez ses concurrents par un usage plus ostensible de cette mention.

## Services

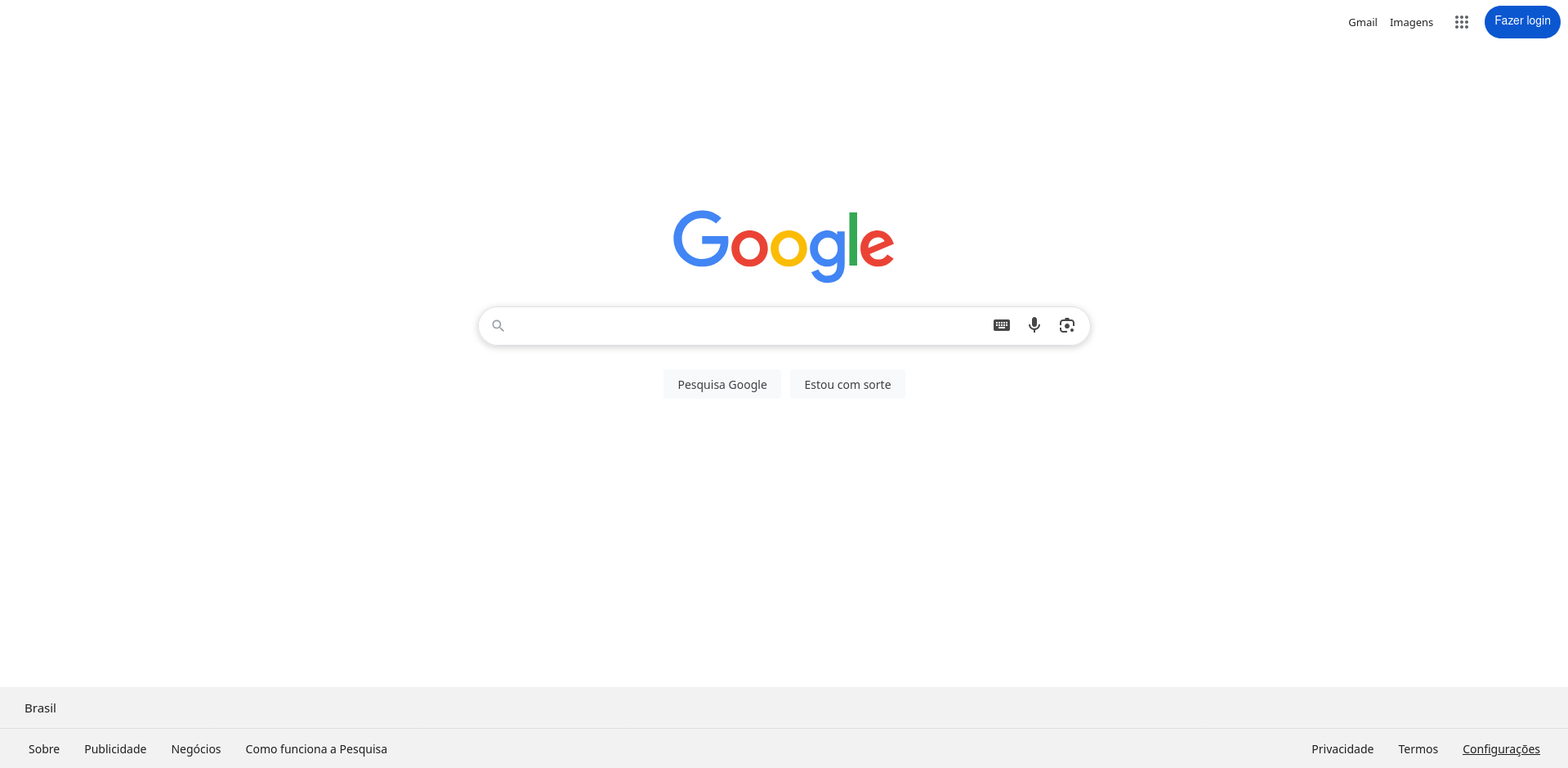
Capture d'écran de la page d'accueil de Google sur le PC d'un internaute au Brésil en 2025.

En 2010, ce moteur de recherche est disponible dans 35 pays et propose son interface en plus de 100 langues.
Google est à l'origine un moteur de recherche de pages web, qui s'est étendu progressivement à divers types de documents (PDF, Word, Flash…), aux images (Google Images), aux vidéos (Google Vidéos), ainsi qu'aux forums Usenet (Google Groupes) depuis le rachat de Deja News.
Il possède un portail d'actualités (Google Actualités) regroupant les sites des journaux à grand tirage et des plus grandes agences de presse.
Il possédait une section répertoire qui permet de trouver des sites par catégorie (répertoire dmoz classé par PageRank), qui a disparu.
En septembre 2010, l'entreprise lance Google Instant. Ce service est disponible au début dans un nombre restreint de pays (dont la France). Dès la première lettre tapée dans la barre de saisie, Google envoie un résultat qui s'affine au fur et à mesure de la saisie. Cette fonction propose des résultats qui sont susceptibles de convenir car habituellement recherchés. Le moteur de recherche anticipe donc les requêtes des internautes. Cette fonctionnalité est désactivable. Les ingénieurs de l'entreprise annoncent qu'elle permettrait de faire gagner du temps de l'ordre de 40 %.
Le 2 octobre 2010, un petit triangle bleu de sélection à gauche du premier résultat proposé par la version américaine du moteur de recherche est apparu. Il est possible de sélectionner le résultat de son choix par les touches ↑ et ↓ du clavier, et d'appuyer sur la touche Entrée pour accéder au site.
le 9 octobre 2010, la prévisualisation des pages web est disponible (en cliquant sur la loupe, une image du site voulu apparaît à la droite de l'écran) et le pointage du curseur sur un résultat colorise le fond de celui-ci en bleu.

## Utilisation
Google propose un formulaire simple et un formulaire de recherche avancée permettant d'exclure des mots ou de rechercher des expressions complètes

### Termes à chercher
La documentation de Google sur son interprétation des requêtes est assez spartiate. L’évolution du fonctionnement observé montre que ceci est sans doute à dessein pour garder une liberté de changement maximale. Ce qui suit doit être continuellement validé et remanié pour suivre les modifications.
- H2O est cherché comme un seul mot et Google ne trouve alors pas les documents avec H 2 O ou H2O dans leur texte. Ceux-ci sont retrouvés en demandant "H 2 O". H-2-O (voir plus loin le rôle du tiret) trouve aussi bien H2O que H 2 O et H2O. Malheureusement, l’opérateur « tiret » ne cherche que les deux combinaisons extrêmes (tous les mots collés ou tous les mots séparés : il ne trouve pas H2 O).
- mot : un mot et ses variantes singulier/pluriel - masculin/féminin – avec/sans accents. Par exemple, chevaux d’arçon retrouve cheval d’arçon. La variante que vous spécifiez est favorisée dans le tri des documents présentés.
- "mot" : un mot exact. Google ne tient pas compte de l’accentuation pour la recherche mais favorise la forme spécifiée lors du tri des documents présentés.
- ~mot : un mot et ses synonymes. Fonctionne avec un dictionnaire anglais même sur les recherches en français et néerlandais ! Essayer la requête ~automobile -automobile pour voir les mots trouvés en dehors du terme strict automobile. ~arabic retourne Egypt, Lebanon, Arab et… Hindu ! On ne connaît pas la source des synonymes.
- "-mot" : exclure un mot; exclut les résultats qui incluent ce terme (utile pour les synonymes, par exemple "jaguar -voiture"). Il est possible aussi d'exclure un site (par ex. "télévision -site:www.tf1.fr")[9]
- "mot… mot" : une suite de mots spécifiques, une expression.
- "mot * mot" : dans une suite de mots entre guillemets (et seulement là), une étoile peut être mise à la place d’un ou plusieurs mots complets qu’on ne désire pas spécifier. Par exemple : « ministère du * et du commerce ».
- site:www… : un domaine d’origine. On demande à google de fouiller le contenu du site en question. On peut être plus ou moins général et même indiquer des domaines de premier niveau. Par exemple : site:org OR site:com.
- intitle : « mot… mot » : une suite de mots spécifiquement dans le titre du document (balise <title>…</title> et/ou première balise <h1>…</h1>). Le mot clé doit apparaître dans le titre de la page et les suivants dans le texte.
- allintitle : tous les mots doivent apparaitre dans le titre de la page.
- inurl : mot: fait ressortir le mot-clé s'il est employé dans l'url de la page.
- allinurl : mot mot : tous les mots doivent apparaître dans l'url de la page.
- "mot" : chercher ce mot ou cette phrase en tenant compte de sa graphie : les accents et autres caractères diacritiques sont préservés ("tél" par exemple pour éviter de trouver des pages avec "tel"), le féminin/masculin et le singulier/pluriel ("retraitées" ne trouvera pas de pages ne contenant que "retraite", "retraitées" ou "retraités", par exemple). "mot" permet également d'imposer la présence de mot dans les résultats même s'il est habituellement ignoré par Google dans la langue de l’utilisateur ("de" en français, par exemple).
- mot-mot : chercher un terme composé de plusieurs mots, qu’il soit écrit avec des tirets, des espaces ou même sans espace du tout : gratte-ciel trouve gratte ciel, gratte-ciel et gratteciel. gratte-ciel ne signifie pas du tout la même chose que gratte-ciel (voir l’opérateur "-"). Attention : va-nu-pied trouve va nu pied et vanupied mais pas vas nupied.
- define:mot : donne des définitions du mot trouvées sur internet.
- mot AROUND(x) mot : permet d’effectuer une recherche en intégrant une notion de proximité entre deux mots. Plus "x" est grand, plus la proximité entre les mots est large.

### Opérateurs logiques (booléens)
- espace : les documents doivent contenir ce qui est à droite ET ce qui est à gauche. Le tri de Google favorise les documents où les différents mots spécifiés sont proches l’un de l’autre (voir plus bas).
- OR ou | : les documents peuvent contenir ce qui est à droite OU ce qui est à gauche OU les deux. Attention : OR doit être écrit en majuscules !
- espace- (signe moins) : exclure les documents contenant le mot qui suit (SAUF)
- (…) : sous-expression à évaluer avant de faire les opérations avoisinantes
- # : permet d'afficher les résultats les plus populaires du moment concernant votre recherche quand le hashtag est placé devant celle-ci[10]
- @ : permet d'afficher les résultats relatifs aux réseaux sociaux en prenant en compte l'arobase comme social tag

### Limites
- Les requêtes sont limitées à 32 mots.
- Seuls les 1 000 premiers résultats pertinents pour une requête sont accessibles, et ce même si les correspondances sont plus nombreuses. Les résultats peuvent même parfois être moins de 1 000 en raison de la suppression des pages provenant d’un même site. D’après Google, obtenir plus de 1 000 résultats entraînerait une lourde charge supplémentaire pour une demande finalement assez rare.

En théorie, le tri assure que les références les plus utiles sont en premier (difficile à valider).

### Dates
- Lors d’une recherche par dates, la date est celle de l’indexation dans la banque de données (c.-à-d. la visite du « spider » Google) et non celle de la publication effective de la page (telle que fournie par le serveur http://)
- Dans le formulaire de recherche avancée, vous pouvez faire une recherche sur les derniers 3, 6 et 12 mois.
- L’opérateur daterange: date julienne-date julienne permet de spécifier un autre intervalle de dates. Une date julienne est une date dans le calendrier julien.

### Tri du résultat
La qualité de Google vient de sa capacité à montrer en premier les pages jugées les plus pertinentes en général et les plus pertinentes à une recherche en particulier.
Google trie les documents trouvés en fonction :
- de mesures de qualité du site en général et aussi de chacune des pages (cohérence des méta-informations avec le texte visible de la page par exemple). Ces mesures ne sont pas ou peu documentées.
- une mesure du poids de chacune des pages indexées : Il s’agit de l’algorithme PageRank dont voici un extrait cité de Google :

We assume page A has pages T1...Tn which point to it (i.e., are citations). The parameter d is a damping factor which can be set between 0 and 1. We usually set d to 0.85. There are more details about d in the next section. Also C(A) is defined as the number of links going out of page A. The PageRank of a page A is given as follows:
PR(A) = (1-d) + d (PR(T1)/C(T1) +... + PR(Tn)/C(Tn))
Note that the PageRanks form a probability distribution over web pages, so the sum of all web pages’ PageRanks will be one.
PageRank or PR(A) can be calculated using a simple iterative algorithm, and corresponds to the principal eigenvector of the normalized link matrix of the web.
- d’un calcul de la pertinence de la page vis-à-vis de la recherche effectuée. Ceci se fait en tenant compte :
  - de la présence dans la page des mots de la recherche (éventuellement élargis à leurs synonymes ou à leurs variantes singulier/pluriel)
  - de l’emplacement de ces mots dans la page (titre, méta-données, texte) ou dans les liens vers cette page : ce dernier point cause parfois des problèmes éthiques car une page se retrouve indexée par les mots que d’autres personnes que ses auteurs utilisent pour la désigner.
  - Du tf-idf de chaque mot, formule qui prend en compte le nombre d’occurrences du mot dans la page pondéré par l’inverse de la fréquence relative de ce mot dans la partie du web indexée par Google:
    - tfi = fréquence du terme i dans la page
    - dfi = nombre de pages dans le web contenant le terme i
    - D = nombre de documents dans le Web
    - Cette formule a été mise au point par Gerard Salton (1927-1995), Université Cornell, sur base de la Théorie de l'information de Claude Shannon.

  - de la distance dans la page entre les mots cherchés : plus ils sont proches l’un de l’autre, plus la page est jugée pertinente vis-à-vis de la recherche effectuée[11].
- du pays indiqué par l’URL d’accès à Google : google.be accorde une nette préférence aux sites belges, google.fr aux sites français, google.com aux sites américains et google.co.uk aux sites anglais, etc. Il est réellement important de choisir la « localisation » de ses recherches.
- de la langue de l’utilisateur qui est aussi celle des mots cherchés.

Il est essentiel de faire ses recherches en changeant sa langue d’utilisateur en fonction de la langue des mots cherchés. Google trie alors les documents en favorisant cette langue (et utilisera peut-être un jour le bon dictionnaire de synonymes). Il utilise alors l’algorithme adéquat pour rendre équivalents le singulier et le pluriel, le féminin et le masculin (rappel : le néerlandais semble mal supporté pour l’instant).
Les résultats proposés par une recherche sur Google sont ajustés à l'environnement culturel de l'utilisateur. Ainsi, une recherche sur « Dieu » depuis l'Europe donnera comme représentation un vieil homme blanc et barbu, depuis le Moyen-Orient plutôt des calligraphies du mot « Allah », et depuis le Cambodge ou la Mongolie des images du Bouddha.

### Paramètres dans l'URL
Le résultat d'une recherche est renvoyée dans certains cas (par exemple une recherche sur Google Books) sous la forme d'une URL avec des paramètres, par exemple http://www.google.com/?gws_rd=cr&ei=xgH….
- paramètre cr=country reffered
- paramètre rd=redirected
- paramètre gws=google web server
- paramètre ei=time stamp[13]
- paramètre ved=identifiant permettant de tracer l'origine du lien[14]
- paramètre hl= langue de l'interface, comme dans la plupart des services de Google[15]
- paramètre pws=1 ou 0, pour "personalized web search", indique si la personnalisation des résultats est activée ou pas[15]

### Fonctions complémentaires
Google propose également des fonctions complémentaires :
- à la une de l’actualité : certains mots clés liées à l'actualité renvoient en tête des résultats 3 titres d'articles de Google Actualités. Un bouton permet de rechercher dans la une de l’actualité ;
- extraits d'images (provenant de Google Images) ayant rapport avec les mots-clé tapés ;
- extraits de vidéos (provenant de Google Vidéos) ayant rapport avec les mots-clé tapés ;
- extraits de cartes (provenant de Google Maps) si on tape un lieu géographique ;
- extraits d'articles Wikipédia sur certains sujets (exemple : pomme) ;
- conversion de devises : ex. : dans le champ recherche, taper : 3 euros en dollars, Google affichera : 3 euros = .,..... dollars américain (taux fournis par Citybank non garantis) ;
- calculatrice Google : dans le champ recherche, taper une formule mathématique ;
- traduction automatique par Google Traduction[7] ;
- documents (Page web (.html,.htm et autres extensions de fichiers), Page web pour mobiles (.wml,.wap), Fichier texte (.txt,.text et autres extensions de fichiers), XML (.xml), PDF (.pdf), PostScript (.ps), Documents Office (Word :.doc,.docx), Excel (.xls,.xlsx), PowerPoint (.ppt,.pptx)) et OpenOffice (Texte :.odt, Feuille de calcul :.ods, Présentation :.odt), code source dans les langages de programmation courants (BASIC (.bas), C/C++ (.c,.cc,.cpp,.cxx,.h,.hpp).

C# (.cs), Java (.java), Perl (.pl), Python (.py)), Rich Text Format (.rtf), TeX/LaTeX (.tex), Flash (.swf), Scalable Vector Graphics (.svg), Google Earth (.kml,.kmz), Autodesk Design Web Format (.dwf), GPS eXchange Format (.gpx), Hancom Hanword (.hwp).
On peut filtrer par type de document : Syntaxe : « filetype:type souhaité ».
- Pages similaires (l'opérateur related: permet de rechercher uniquement les pages similaires)[18]
- Opérateurs de ciblage : permet de faire sa recherche exclusivement sur une seule adresse web. Syntaxe : « site:votre requête ».
- J'ai de la chance : permet de visiter directement le premier site trouvé sans voir tous les autres résultats.
- Définitions : permet d'obtenir une ou plusieurs (ou aucune) définition(s) de mots, extraites de divers sites web (Wikipédia et Wiktionnaire principalement, ainsi que d'autres sites). Cette fonction est désormais disponible en anglais, français, espagnol, allemand, chinois, italien et russe. Syntaxe : « define:mot à définir »
- Possibilité de télécharger son historique de recherche depuis un compte. Le fichier ZIP sera alors stocké sur Google Drive et l'utilisateur pourra le télécharger via un lien envoyé sur Gmail[19].
- Messages de Google+, sur certains sujets, avant que le service ne ferme en 2018.

#### Fonctions complémentaires ayant disparu
- Pages liées : dans le champ recherche taper link:site.com pour afficher les pages extérieures qui pointent vers l'URL spécifiée
- Pages en cache : permet d'afficher la page stockée dans la base de Google, utile si la page n'existe plus (fonctionnalité ayant disparu)
- Google Movies : Taper film:titre pour afficher des critiques du film dont on a tapé le titre (movies:titre pour des critiques en anglais). Sur Google Movies, on a le choix entre la recherche web et la recherche des films qui indique les critiques du film recherché[20]. Cette fonction permet de donner des horaires des séances de cinéma proche de l'utilisateur (par utilisation de l'adresse IP) si l'on tape un nom de film

#### Easter eggs
Fonctions amusantes (Easter eggs)
- Si vous tapez « answer to life the universe and everything », la fonction calculatrice de Google retourne « 42 », en référence à l'œuvre de Douglas Adams, Le Guide du voyageur galactique. cf. La Grande Question sur la vie, l'univers et le reste.
- Si vous tapez « do a barrel roll » la page s'anime en faisant un 360°, en hommage à Nintendo et surtout à la licence Star Fox[21][source insuffisante].
- La recherche « let it snow » (en décembre 2011 seulement) envoyait des résultats de recherche, mais qui disparaissait rapidement derrière une chute de neige qui envahissait l'écran de l'utilisateur.
- Lorsqu'on tape « binary », en regardant le nombre de résultats de la recherche, on voit que le résultat est écrit en chiffres binaires (phénomène similaire avec hex / hexadecimal et octal).
- Si vous tapez « tilt », la page de résultats est affichée inclinée[réf. nécessaire].
- La recherche « zerg rush » lance un mini-jeu où les "o" du mot Google attaquent en masse les résultats de la recherche. Il s'agit d'une référence à une stratégie utilisée dans le jeu StarCraft, qui consiste, en jouant la race "Zerg", à noyer l'adversaire sous un flot d'unités ennemies. Quand tous les résultats sont détruits, les "o" s'organisent en 2 "G" majuscules géants, un rouge et un orangé, pouvant à la fois signifier Google et reprendre l'expression "GG", acronyme de "Good Game", souvent utilisé pour complimenter ses équipiers ou ses adversaires à la fin d'une partie d'un jeu en ligne.
- Si l'utilisateur tape "atari breakout" dans Google image, une démo jouable du jeu apparait. Les briques du jeu original sont remplacées par les images de la recherche. Si toutes les "briques" sont détruites, le jeu continue avec des images issues d'une nouvelle recherche aléatoire.
- Si vous tapez « Bletchley Park », Google affiche le nom de ce lieu dans le bloc du Knowledge Graph d'abord sous forme chiffrée, puis les caractères défilent pour simuler son déchiffrage.
- Si vous tapez « Thanos " », Google affiche le gant de Thanos et si on appuie dessus, les sites proposés pour cette recherche commencent à disparaître.

### SearchWiki
À partir du 21 novembre 2008, la fonctionnalité « SearchWiki » permet de personnaliser la page de résultats Google sur sa version anglaise. La nouveauté a fait son apparition sur la version française de Google le 28 avril 2009. Cette fonctionnalité n'est plus disponible.

### Caractères spéciaux
Google gère les accents écrits sous forme d'entités, mais pas les caractères Unicode. Par conséquent, rechercher « alcene » et « alcène » ne donne pas le même résultat (car un mot seul est cherché en donnant une préférence à la forme dans laquelle il a été écrit) tandis que rechercher « encyclopédie » ou « ENCYCLOPÉDIE » ne change rien.
Si vous tapez « recette de la soupe au * et à la tomate », Google vous proposera le basilic ou le potiron à la place de l'étoile. On peut élargir ses recherches aux synonymes d'un mot, en le précédant du symbole « ~ ». Le « + » permet de forcer le mot à être interprété tel quel par Google (ceci est notamment utile pour les accents en français), ceci n'est plus valable depuis la mise sur le marché de Google+.

## Utilisations détournées et mèmes
Les nombreuses fonctionnalités de Google ont donné naissance à différentes utilisations ludiques par les internautes.

### Bulle de filtres
En 2011, les résultats de la requête Google Search se sont révélé être adaptés aux utilisateurs de l'activiste Internet Eli Pariser, en isolant efficacement les utilisateurs dans ce qu'il a défini comme une bulle de filtres. Pariser détient des algorithmes utilisés dans les moteurs de recherche tels que Google Search responsable de la restauration «un écosystème personnel d'information». Bien que les points de vue contrastés aient atténué la menace potentielle d'une «dystopie informationnelle» et ont remis en question la nature scientifique des revendications de Pariser, des bulles de filtre ont été mentionnées pour expliquer les résultats surprenants de l'élection présidentielle américaine en 2016 aux côtés de fausses nouvelles et Echo chambres, suggérant que Facebook et Google ont conçu des réalités en ligne personnalisées dans lesquelles «nous ne voyons et n'entendons ce que nous aimons».

### Concours de positionnement
De nombreux concours de positionnement ont vu le jour sur Google, puis sur d'autres moteurs. Le but est de placer une page sur un mot-clé plus ou moins fictif en première position des résultats de recherche sur celui-ci. Le premier concours important concernait la requête SERPS. En 2004, un concours francophone sur l'expression mangeur de cigogne a rassemblé 170 candidats et atteint 420 000 requêtes sur Google pour cette expression. Des controverses ont eu lieu sur les motivations de ces concours, qui sont pour les uns des outils d'expérience utiles au référencement, mais qui n'ont selon les autres que des motivations uniquement ludiques, faisant de Google un simple terrain de jeu.

### Bombardement Google
Le bombardement Google (Google bombing) consiste à associer sur le plus de pages web possible une expression à un site web donné, de sorte qu'une recherche Google sur cette expression remonte le site en question dans les premiers résultats. Ces campagnes se font à travers les forums ou les blogs, en incitant les internautes à participer. Il suffit au participant d'ajouter sur un site web ou un blog un lien vers le site visé en l'associant à l'expression.
L'un des premiers sites à avoir été visé par un bombardement est celui de la biographie du président des États-Unis George W. Bush sur le site de la Maison-Blanche. Une recherche google sur l'expression « failure » ou « miserable failure » donnait encore ce site comme premier résultat, jusqu'à ce que la firme apporte quelques corrections à son système, lesquelles réduiraient sensiblement le nombre de bombardements Google (voir plus bas).
Au cours de l'automne 2005, et faisant suite à une campagne massive de courriels lancée par le parti politique de Nicolas Sarkozy, et en représailles, des webmestres ont appelé à faire du bombardement Google sur le nom du ministre de l'Intérieur. Ainsi, quand vous tapiez Nicolas Sarkozy dans Google, vous obteniez en deuxième position un lien pointant vers Iznogoud, le personnage de bande dessinée qui veut être calife à la place du calife.
Fin janvier 2007, Google annonce avoir mis au point un algorithme permettant de résoudre le problème du « google bombing » et ce dans de nombreuses langues.

### Google Fight
Le Google Fight consiste à comparer le nombre de résultats renvoyé par Google sur plusieurs expressions : est déclarée vainqueur l'expression ayant obtenu le plus de résultat. Les internautes s'amusent ainsi à comparer des noms, des idées politiques, etc. Un site web a même été créé pour offrir une interface à ce type de « combat ».
Le mot renvoyant le plus de résultats sur google étant « com » avec environ 25,27 milliards de résultats.
Depuis janvier 2006, l'équipe de Google intercepte les requêtes de Google Fight et renvoie des résultats fantaisistes. Vous pouvez le vérifier en interrogeant le site plusieurs fois de suite sur le même couple de noms.

### Google Whacks
Le Google Whacks est un jeu qui consiste à trouver deux mots qui associés dans une recherche sur Google donnent un unique résultat. Les termes employés doivent exister dans le dictionnaire, et le site trouvé ne doit pas être une simple liste de mots. Les guillemets et tous signes de ponctuation ne doivent pas être utilisés. Le score est souvent calculé en multipliant le nombre de résultats du premier terme par le nombre de résultats du second mot.

### «Faux Google»
Certains sites imitent la page d'accueil de google, dans un but humoristique
Dans un autre style, certains sites utilisent les résultats du moteur de recherche Google, mais en les mettant en scène d'une façon particulière. Par exemple afin d'économiser l'électricité des écrans cathodiques sur la page d'accueil de nombreux utilisateurs, un écran noir est proposé. Afin de montrer à un internaute, sur un forum par exemple, qu'il peut trouver seul la réponse à sa question en faisant une recherche Google, on le renvoie vers les sites googleesttonami en français ou lmgtfy (pour Let Me Google That For You en anglais) qui accompagnent la recherche d'une petite animation.

### Jumeaux Google
Google a généré la notion de Google twins (littéralement « jumeaux Google ») qui renvoie à des personnes homonymes (portant les mêmes prénom et nom de famille) et qui de ce fait peuvent apparaître au sein d'une même page de résultats lors d'une recherche effectuée au sujet de ce nom sur Google (ou tout autre moteur de recherche),. Ceci peut créer du bruit pour trouver des informations sur une personne, si l'un de ces « jumeaux Google » jouit d'une notoriété plus élevée.

### Google hacking
Le Google hacking est une technique consistant à utiliser un moteur de recherche, généralement Google, en vue de chercher des vulnérabilités ou de récupérer des données sensibles.

## Limites et erreurs de Google
Des études montrent des limites internes de Google, comme de fortes variations dans le nombre de résultats annoncés à des recherches identiques lors de certaines périodes, ou des résultats incohérents quand on compare les résultats de certaines recherches, dues à des limitations techniques,,.

### Taille de la base
En 2013, Google indexerait 30 000 milliards d'URL.
Plusieurs recherches ont montré que le nombre de pages réellement indexées ne serait que la moitié du nombre annoncé ; l’autre moitié serait des pages visitées par le robot de Google, mais dont seule une partie (l’en-tête, sans le corps de la page) serait indexée.
Cette notion de taille de l'index a été et reste un élément marketing majeur des moteurs de recherche. Fin 2005, à la suite d'une analyse critique, démarrée en janvier 2005, de la taille de son index, initiée par Jean Véronis, la firme Google a décidé de ne plus mettre cet argument en avant.[réf. nécessaire]
À titre d'exemple sur cette approche marketing, Google avait annoncé un doublement de la taille de son index annoncé, le lendemain du lancement de MSN Search[réf. nécessaire].

### Efficacité des recherches
Lors d’une recherche d’une complexité moyenne (utilisation d’un opérateur booléen, c'est-à-dire d’un espace [opérateur ET]), les résultats varient du simple au triple dans la même journée ; dans certains cas, selon un ordre de grandeur allant de un à dix.
Quelquefois, le moteur de recherche ne tient pas compte des opérateurs demandés.
Cette variabilité dans le nombre de réponses apportées s’explique par l’architecture de Google. Il existe en effet plusieurs serveurs dispersés dans le monde, hébergeant l’index des pages visitées par Google. Selon l’endroit où se trouve un internaute (ou selon le site local de Google interrogé), sa requête est dirigée vers l’un ou l’autre de ces serveurs. Normalement, chaque index est identique aux autres ; mais comme ils ne sont pas synchronisés en temps réel (mais à des intervalles pouvant dépasser le mois), seul l’index principal, situé en Californie, est constamment à jour, et donne un maximum de réponses correctes. Le serveur principal peut donner ainsi dix fois plus de réponses qu’un serveur secondaire[réf. nécessaire].

### Résultats récents
De par la conception de son algorithme de recherche qui favorise les sites Web avec beaucoup de liens entrants, l'efficacité de Google est limitée dans la recherche d'évènements reliés à l'actualité et aux nouveaux sites Web. Google prévoit toutefois de corriger cette faille dès 2010 en intégrant des évènements en temps réel dans ses résultats et en offrant la possibilité de les classer en ordre de publication.

### Contenus haineux et radicalisation en ligne
Google bloque automatiquement certains mots-clés haineux, menant notamment à des contenus néonazis ou racistes. Mais sa liste de blocage est limitée. Francesca Tripodi, chercheuse américaine, professeure à l’UNC School of Information, montre dans une étude que des extrémistes la contournent en employant des expressions voisines qui ne sont pas bloquées, par exemple les mots anglais white power pour chercher des contenus liés au suprémacisme blanc. Elle montre aussi que les partis conservatistes américains orientent leur électorat-cible vers des contenus qui les arrangent. Pour ce faire, ils consacrent beaucoup d'argent au référencement de leurs propres pages sur Internet et utilisent pour cela des mots clés dérivés non bloqués par Google, et emploient ces mêmes mots clés dans leurs éléments de langage lors de leurs interventions publiques. Puis ils entretiennent la défiance de leur électorat envers les médias traditionnels et incitent les gens à faire leurs propres recherches sur Internet. De cette manière, les électeurs potentiellement intéressés formulent leurs recherches sur Google en utilisant les mots clés employés par les politiciens conservatistes et aboutissent majoritairement à des pages conservatistes au lieu d'avoir accès à une pluralité de points de vue. Ces techniques augmentent le risque de radicalisation raciste et xénophobe à l'issue des recherches sur Google.

## Impact environnemental
D'après une étude du physicien Alex Wissner-Gross publiée par le Sunday Times en janvier 2009, une requête à l'aide du moteur de recherche Google émettait 7 grammes de CO2 ; cependant le physicien a nié avoir calculé l'empreinte carbone du moteur de recherche. Google a de son côté répliqué le 11 janvier 2009 qu'une requête à l'aide de son moteur de recherche n'émettait que 0,2 gramme de CO2.
Selon l'entreprise, en 2017, Google reposait à 100 % sur de l'énergie renouvelable pour l'ensemble de ses activités à travers le monde, bureaux et centres de données compris.

## Vie privée
Les recherches effectuées par les moteurs de recherche, Google compris, laissent des traces. Cela soulève des inquiétudes au niveau de la vie privée des gens. En principe, si l'on trouve des détails sur les recherches d'un utilisateur, ceux qui ont accès à l'information - principalement les organismes d'État responsables de l'application de la loi et des questions similaires - peuvent faire des déductions sur les activités de l'utilisateur. Cela a d'ailleurs été utilisé pour la détection et la poursuite des infractions de loi. Par exemple, un meurtrier a été retrouvé et condamné après avoir cherché des termes tels que «conseils pour tuer avec une batte de baseball». Une recherche peut laisser des traces à la fois sur un ordinateur utilisé pour effectuer la recherche et dans les enregistrements conservés par le fournisseur de recherche. Lorsque vous utilisez un moteur de recherche via un programme de navigateur sur un ordinateur, les termes de recherche et d'autres informations peuvent être stockés sur l'ordinateur par défaut, sauf si le navigateur est configuré pour ne pas le faire, ou ils sont effacés. Les termes enregistrés peuvent être découverts lors de l'analyse médico-légale de l'ordinateur. Un fournisseur d'accès à Internet (FAI) ou un fournisseur de moteur de recherche (par exemple, Google) peut stocker des enregistrements qui relient les termes de recherche à une adresse IP et un temps. La question de savoir si ces journaux sont conservés et leur accès par les organismes d'application de la loi est assujettie à des lois dans différentes juridictions et pratiques de travail. La loi peut exiger, interdire ou ne rien dire sur l'enregistrement de divers types d'informations. Certains moteurs de recherche, situés dans des juridictions où il n'est pas illégal, font une caractéristique de ne pas stocker les informations de recherche des utilisateurs.[réf. souhaitée]
En mai 2024, à la suite de la révélation d'un vol de 2 500 documents internes confidentiels par Rand Fishkin, que Google finit par confirmer le 30 mai, l'usage de plusieurs données est révélé par le moteur de recherche, alors que plusieurs représentants de l'entreprise avaient affirmé à plusieurs reprises qu'elles ne l'étaient pas. Ces données concernent Navboost, l'algorithme révélé lors du procès antitrust de 2023, et en particulier les comportements de navigation sur les pages web tels que les clics et les données utilisateur des navigateurs Chrome. S'il n'est pas clair que ces données soient encore exploitées à la date du vol, des doutes subsistent quant à l'exploitation des données issues des navigateurs Chrome,,. Selon ces documents, Chrome aurait été principalement créé pour obtenir ces données de navigation, et permettrait d'identifier où et quand un clic est effectué, de connaître le contexte des clics sur des images et des vidéos, de savoir quand une recherche est reformulée après n'avoir pas donné satisfaction, et d'identifier les personnes qui ont créé chaque contenu.

## Concurrence
On peut citer :
- Microsoft Bing ;
- Qwant depuis 2013 ;
- Duckduckgo depuis 2008 ;
- Ecosia depuis 2009 ;
- Lilo depuis 2015[46].

Ainsi que :
- Ask.com ;
- Brave Search;
- Ecogine ;
- Mojeek ;
- Startpage (anciennement Ixquick) ;
- Swisscows ;
- Yahoo! ;
- Yandex.

En 2018 en France, plusieurs institutions dont l'armée et l'Assemblée nationale ont décidé d'utiliser Qwant plutôt que Google comme moteur de recherche par défaut.

### Critiques de la concurrence
Selon certains, si Google utilisait ses bénéfices de la même manière qu'Ecosia, il aurait planté 960 milliards d'arbres, soit un tiers des arbres estimés dans le monde.

## Controverses

### Influence du contenu des résultats affichés
En devenant le premier moteur de recherche en termes d'utilisation, Google est devenu le premier véhicule d'information sur Internet. Ce rôle, véhiculer l'information, est inhérent au métier des moteurs de recherche, et les problèmes qui en découlent ne sont donc pas tous imputables à Google, qui n'est pas l'auteur du contenu des pages. Mais comme le souligne Safiya Noble, chercheuse en sciences de l’information à l’Université de Californie du Sud, « Google est avant tout une plateforme publicitaire, et son moteur de recherche est très attentivement optimisé pour tirer des revenus des contenus qu’il fait remonter à la surface. » Dans Algorithms of Oppression, publié en février (NYU Press, non traduit), l’auteure américaine montre comment le mastodonte des moteurs de recherche assoit une nouvelle forme de sexisme et de racisme ordinaires, et pour elle, « il y a tout un tas d’idées qui ne font jamais surface, quantité de contenus qui sont supprimés. Certaines voix ont plus de place que d’autres, simplement parce qu’elles paient leur place plus cher. ».
Au-delà des difficultés posées par l'importance stratégique du classement de Google dans le domaine économique, le véritable problème réside dans la forte influence idéologique que possèdent les pages qui apparaissent dans les premiers résultats et qui font figure de parole d'évangile. La popularité d'un moteur de recherche tel que Google peut être utilisée comme vecteur de désinformation, où l'influence d'un site est d'autant plus importante que le mot-clef est populaire et qu'il se trouve en tête de liste.
En octobre 2024, Google a été condamné par le tribunal de commerce de Paris à verser 26,5 millions d'euros à la société française Adloox. Cette décision intervient après qu'Adloox a accusé Google d'avoir abusé de sa position dominante dans le secteur de la publicité numérique, en limitant l'accès aux outils nécessaires pour mesurer et analyser les performances publicitaires. Adloox a fait valoir que ces pratiques nuisaient à ses activités, tandis que Google a contesté ces accusations mais n’a pas obtenu gain de cause dans ce litige.

### Collusion avec la National Security Agency
La National Security Agency, services secrets des États-Unis d'Amérique, semble avoir accès à toutes les statistiques et informations regroupées par Google.

### Affaire Tiananmen
Les dirigeants de la Chine, gênés qu'une recherche sur Tiananmen dans Google Images renvoie des photos de chars réprimant la révolte étudiante, ont obtenu en 2006 de Google que la requête « Tiananmen » sur le portail chinois de Google ne renvoie plus ces images.

### Affaire des mots-clefs en France
En 2005, l'UMP et plus particulièrement Nicolas Sarkozy ont été critiqués pour avoir acheté des dizaines de mots-clefs comme « émeute », « CPE », « Jack Lang »… renvoyant sur le site de l'UMP.

### Affaire DuckDuckGo
En novembre 2012, le fondateur de DuckDuckGo s'est plaint des pratiques anticoncurrentielles de Google lors d'une rencontre avec la FTC (Federal Trade Commission). Il s'est notamment plaint de la difficulté pour mettre DuckDuckGo par défaut sur le navigateur Google Chrome ainsi que le rachat du domaine duck.com par Google qui redirige maintenant vers google.com,.

### Demandes de rétributions pour les fournisseurs de contenus
Plusieurs pays, dont la France et l'Australie, demandent que Google paie les médias dont il siphonne les contenus. En France, l'autorité de la concurrence somme Google de négocier avec les agences et éditeurs de presse la rémunération de leurs contenus en vertu des droits voisins. Dans le but de rétablir des conditions de concurrence équitables, le ministre australien du Budget présente un règlement contraignant les géants du numérique à payer les éditeurs de journaux pour l'utilisation de leurs contenus. Le 12 janvier 2021, Google réagit par la menace d'interdire aux Australiens d'utiliser son moteur de recherche si le gouvernement ne modifie pas son projet de «code de conduite contraignant». Celui-ci vise Facebook et Google, avec des pénalités en cas d'infraction de plusieurs millions d'Euros. La directrice de Google Australia annonce la suspension de ses services de recherche si le projet de code passe tel quel. Le premier ministre australien répond:
C'est l'Australie qui fait les règles quant à ce qui peut être fait en Australie. C'est notre Parlement qui en décide (...) Les gens qui sont prêts à travailler dans ce cadre en Australie sont les bienvenus. Mais nous ne plions pas devant les menaces.